# Céline Garcia
Céline Garcia (...) è una sceneggiatrice, scrittrice, fumettista e disegnatrice francese.
Ha lavorato a diversi progetti insieme a suo marito Patrice Garcia tra cui vari libri a fumetti quali Allande, Les Fils de la Nuit e Le Chant des étoiles tutti di genere Fantasy per ragazzi.
Ha creato e sviluppato l'idea per un progetto narrativo, la serie di Arthur e i Minimei. 
L'idea fu proposta al regista Luc Besson che inizialmente ne voleva fare una serie animata, ma poi estese il progetto ad un ciclo di tre film e ad una serie di romanzi.
Il primo film, Arthur e il popolo dei Minimei, è stato presentato alle sale nel 2006 e, nonostante il successo del film si sia limitato in Francia, Stati Uniti d'America e Germania, le entrate sono sembrate sufficienti per la lavorazione dei due seguiti: Arthur e la vendetta di Maltazard  (2009) e Arthur e la guerra dei due mondi (2010).